# خوان إن نابارو
خوان إن نابارو (بالإسبانية: خوان إن نابارو)‏  عسكري مكسيكي، وُلد في ميتشواكان عام 1823. شارك في الثورة المكسيكية، وبالمثل في الهجوم على سيوداد خواريز تحت القيادة الفيدرالية ضد متمردي الجنرال  باسكوال أورثكو. وحاول وقتها الجنرال بانشو فيا إرساله لإطلاق النار على فرانسيسكو ماديرو. وتُوفي عام 1914.